# A Haven epizódjainak listája
Ez a szócikk a SyFy televízióadó által 2010 és 2015 között sugárzott, Haven című amerikai–kanadai televíziós sorozat epizódjait listázza.

## Évados áttekintés
| Évad | Évad | Részek száma | Részek száma | Eredeti sugárzás     | Eredeti sugárzás   | Eredeti adó | Magyar sugárzás    | Magyar sugárzás      | Magyar adó        |
| Évad | Évad | Részek száma | Részek száma | Évadbemutató         | Évadzáró           | Eredeti adó | Évadbemutató       | Évadzáró             | Magyar adó        |
| ---- | ---- | ------------ | ------------ | -------------------- | ------------------ | ----------- | ------------------ | -------------------- | ----------------- |
|      | 1.   | 13           | 13           | 2010. július 9.      | 2010. október 8.   | SyFy        | 2010. október 13.  | n. a.                | Universal Channel |
|      | 2.   | 13           | 13           | 2011. július 15.     | 2011. december 6.  | SyFy        | 2012. január 1.    | 2012. április 6.     | Universal Channel |
|      | 3.   | 13           | 13           | 2012. szeptember 21. | 2013. január 17.   | SyFy        | 2013. június 25.   | 2013. szeptember 16. | Universal Channel |
|      | 4.   | 13           | 13           | 2013. szeptember 13. | 2013. december 13. | SyFy        | 2014. augusztus 4. | n. a.                | Universal Channel |
|      | 5.   | 26           | 26           | 2014. szeptember 11. | 2015. december 17. | SyFy        | 2015. március 13.  | n. a.                | Universal Channel |

## Epizódok

### Első évad (2010)
| Sor. | Év. | Cím                                                     | Rendező        | Író                                                       | Premier                            | Nézettség   |
| ---- | --- | ------------------------------------------------------- | -------------- | --------------------------------------------------------- | ---------------------------------- | ----------- |
| 1.   | 1.  | Isten hozta Havenben (Welcome to Haven)                 | Adam Kane      | Sam Ernst, Jim Dunn                                       | 2010. július 9. 2010. október 13.  | 2,34 millió |
| 2.   | 2.  | A pillangó (Butterfly)                                  | Tim Southam    | Sam Ernst                                                 | 2010. július 16. 2010. október 13. | 2,09 millió |
| 3.   | 3.  | Harmónia (Harmony)                                      | Rachel Talalay | Matt McGuinness                                           | 2010. július 23. n.a.              | 1,84 millió |
| 4.   | 4.  | Járvány (Consumed)                                      | Rachel Talalay | Ann Hamilton                                              | 2010. július 30. n.a.              | 2,13 millió |
| 5.   | 5.  | Öregedés (Ball and Chain)                               | Tim Southam    | Nikki Toscano                                             | 2010. augusztus 6. n.a.            | 1,88 millió |
| 6.   | 6.  | Vadászat (Fur)                                          | Keith Samples  | Jim Dunn                                                  | 2010. augusztus 13. n.a.           | 2,00 millió |
| 7.   | 7.  | Összetörve (Sketchy)                                    | T. W. Peacocke | Matt McGuinness                                           | 2010. augusztus 20. n.a.           | 1,89 millió |
| 8.   | 8.  | Kísértethistória (Ain't No Sunshine)                    | Ken Girotti    | Sam Ernst                                                 | 2010. augusztus 27. n.a.           | 1,97 millió |
| 9.   | 9.  | A kaméleon (As You Were)                                | Rob Lieberman  | Jose Molina                                               | 2010. szeptember 10. n.a.          | 1,76 millió |
| 10.  | 10. | The Hand You're Dealt (Ember a tűzben)                  | Rick Rosenthal | Jim Dunn                                                  | 2010. szeptember 17. n.a.          | 1,59 millió |
| 11.  | 11. | Audrey Parker kihallgatása (The Trial of Audrey Parker) | Lee Rose       | Történet: Charles Ardai Tévéjáték: Sam Ernst, Jose Molina | 2010. szeptember 24. n.a.          | 1,41 millió |
| 12.  | 12. | Partra vetve (Resurfacing)                              | Mike Rohl      | Charles Ardai                                             | 2010. október 1. n.a.              | 1,44 millió |
| 13.  | 13. | Spirál (Spiral)                                         | Fred Gerber    | Sam Ernst, Jim Dunn                                       | 2010. október 8. n.a.              | 1,70 millió |

### Második évad (2011)
| Sor. | Év. | Cím                                                     | Rendező          | Író                                                                                   | Premier                                | Nézettség   |
| ---- | --- | ------------------------------------------------------- | ---------------- | ------------------------------------------------------------------------------------- | -------------------------------------- | ----------- |
| 14.  | 1.  | A két Audrey története (A Tale of Two Audreys)          | T. W. Peacocke   | Sam Ernst , Jim Dunn                                                                  | 2011. július 15. 2012. január 1.       | 1,88 millió |
| 15.  | 2.  | Félelem és rettegés (Fear & Loathing)                   | Rob Lieberman    | Gabrielle Stanton                                                                     | 2011. július 22. 2012. január 20.      | 1,84 millió |
| 16.  | 3.  | A gépek lelke (Love Machine)                            | T. W. Peacocke   | Történet: Matt McGuinness Tévéjáték: Matt McGuinness, Nora Zuckerman, Lilla Zuckerman | 2011. július 29. 2012. január 27.      | 2,00 millió |
| 17.  | 4.  | Szikrázó indulatok (Sparks and Recreation)              | Lynne Stopkewich | Jonathan Abrahams                                                                     | 2011. augusztus 5. 2012. február 3.    | 1,82 millió |
| 18.  | 5.  | Gyökerek (Roots)                                        | Tim Southam      | Jim Dunn                                                                              | 2011. augusztus 12. 2012. február 10.  | 1,89 millió |
| 19.  | 6.  | Audrey Parker szabadnapja (Audrey Parker's Day Off)     | Fred Gerber      | Nora Zuckerman, Lilla Zuckerman                                                       | 2011. augusztus 19. 2012. február 17.  | 1,74 millió |
| 20.  | 7.  | Kötelékek (The Tides That Bind)                         | Paolo Barzman    | Gabrielle Stanton                                                                     | 2011. augusztus 26. 2012. február 24.  | 1,91 millió |
| 21.  | 8.  | Barát vagy ellenség (Friend or Faux)                    | Stephen Reynolds | Sam Ernst                                                                             | 2011. szeptember 2. 2012. március 2.   | 1,46 millió |
| 22.  | 9.  | Karantén (Lockdown)                                     | Jason Priestley  | Nora Zuckerman, Lilla Zuckerman                                                       | 2011. szeptember 9. 2012. március 9.   | 1,91 millió |
| 23.  | 10. | Az erdei lény (Who, What, Where, Wendigo?)              | Lee Rose         | Jonathan Abrahams                                                                     | 2011. szeptember 16. 2012. március 16. | 2,02 millió |
| 24.  | 11. | És a dolgok mennek a maguk útján... (Business as Usual) | Shawn Piller     | Matt McGuinness, Gabrielle Stanton                                                    | 2011. szeptember 23. 2012. március 23. | 1,87 millió |
| 25.  | 12. | Apánk bűnei (Sins of the Fathers)                       | Lee Rose         | Sam Ernst, Jim Dunn                                                                   | 2011. szeptember 30. 2012. március 30. | 1,80 millió |
| 26.  | 13. | Csendes éj (Silent Night)                               | Shawn Piller     | Brian Millikin                                                                        | 2011. december 6. 2012. április 6.     | 1,20 millió |

### Harmadik évad (2012–2013)
| Sor. | Év. | Cím                                              | Rendező           | Író                              | Premier                                | Nézettség   |
| ---- | --- | ------------------------------------------------ | ----------------- | -------------------------------- | -------------------------------------- | ----------- |
| 27.  | 1.  | 301 (301)                                        | Lee Rose          | Jonathan Abrahams                | 2012. szeptember 21. 2013. június 25.  | 2,00 millió |
| 28.  | 2.  | Maradj velünk (Stay)                             | Shawn Piller      | Matt McGuiness                   | 2012. szeptember 28. 2013. július 2.   | 1,44 millió |
| 29.  | 3.  | The Farmer (Az apa)                              | T. W. Peacocke    | Sam Ernst, Jim Dunn              | 2012. október 5. 2013. július 9.       | 1,57 millió |
| 30.  | 4.  | összecsapnak a hullámok (Over My Head)           | Rob Lieberman     | Gabrielle Stanton                | 2012. október 12. 2013. július 16.     | 1,72 millió |
| 31.  | 5.  | Dupla kockázat (Double Jeopardy)                 | Nisha Ganatra     | Nora Zuckerman, Lilla Zuckerman  | 2012. október 19. 2013. július 23.     | 1,45 millió |
| 32.  | 6.  | Az elátkozott ház (Real Estate)                  | Jason Priestley   | Brian Millikin                   | 2012. október 26. 2013. július 30.     | 1,41 millió |
| 33.  | 7.  | Csodás óra 1. rész (Magic Hour, part 1)          | Paul Fox          | Shernold Edwards                 | 2012. november 2. 2013. augusztus 6.   | 1,55 millió |
| 34.  | 8.  | Csodás óra 2. rész (Magic Hour, part 2)          | Paul Fox          | Sam Ernst                        | 2012. november 9. 2013. augusztus 13.  | 1,60 millió |
| 35.  | 9.  | Sarah (Sarah)                                    | Stephen Reynolds  | Nora Zuckerman, Lilla Zuckerman  | 2012. november 16. 2013. augusztus 20. | 1,62 millió |
| 36.  | 10. | Elégetve (Burned)                                | T. W. Peacocke    | Charles Ardai                    | 2012. november 30. 2013. augusztus 27. | 1,53 millió |
| 37.  | 11. | Végső búcsú (Last Goodbyes)                      | Steven A. Adelson | Brian Millikin, Shernold Edwards | 2012. december 7. 2013. szeptember 2.  | 1,56 millió |
| 38.  | 12. | Osztálytalálkozó (Reunion)                       | Lee Rose          | Gabrielle Stanton                | 2013. január 17. 2013. szeptember 9.   | 1,31 millió |
| 39.  | 13. | Köszönet az emlékeknek (Thanks for the Memories) | Shawn Piller      | Sam Ernst, Jim Dunn              | 2013. január 17. 2013. szeptember 16.  | 1,36 millió |

### Negyedik évad (2013)
| Sor. | Év. | Cím                                       | Rendező          | Író                                             | Premier                                 | Nézettség   |
| ---- | --- | ----------------------------------------- | ---------------- | ----------------------------------------------- | --------------------------------------- | ----------- |
| 40.  | 1.  | Dermesztő fagy (Fallout)                  | Shawn Piller     | Gabrielle Stanton                               | 2013. szeptember 13. 2014. augusztus 4. | 1,55 millió |
| 41.  | 2.  | Hamvasztó tűz (Survivors)                 | Shawn Piller     | Nora Zuckerman, Lilla Zuckerman                 | 2013. szeptember 20. 2014. augusztus 4. | 1,36 millió |
| 42.  | 3.  | Kiontott vér (Bad Blood)                  | Rob Lieberman    | Shernold Edwards                                | 2013. szeptember 27. n.a.               | 1,54 millió |
| 43.  | 4.  | Ajtó a végtelembe (Lost and Found)        | Lee Rose         | Speed Weed                                      | 2013. október 4. n.a.                   | 1,49 millió |
| 44.  | 5.  | Lecserélt test (The New Girl)             | Rick Bota        | Brian Millikin                                  | 2013. október 11. n.a.                  | 1,59 millió |
| 45.  | 6.  | Visszaszámlálás (Countdown)               | Jeff Renfroe     | Matt McGuiness                                  | 2013. október 18. n.a.                  | 1,45 millió |
| 46.  | 7.  | Áldatlan álom (Lay Me Down)               | Paul Fox         | Nora Zuckerman, Lilla Zuckerman                 | 2013. október 25. n.a.                  | 1,45 millió |
| 47.  | 8.  | Halálos mélység (Crush)                   | Stephen Reynolds | Speed Weed                                      | 2013. november 1. n.a.                  | 1,33 millió |
| 48.  | 9.  | Téveszmék (William)                       | Grant Harvey     | Shernold Edwards                                | 2013. november 8. n.a.                  | 1,72 millió |
| 49.  | 10. | Óhaj és sóhaj (The Trouble with Troubles) | T. W. Peacocke   | Nora Zuckerman, Lilla Zuckerman, Brian Millikin | 2013. november 15. n.a.                 | 1,57 millió |
| 50.  | 11. | Szellemvadászat (Shot in the Dark)        | Mairzee Almas    | Nick Parker                                     | 2013. november 22. n.a.                 | 1,46 millió |
| 51.  | 12. | A csend burka (When the Bough Breaks)     | Lee Rose         | Speed Weed, Shernold Edwards                    | 2013. december 6. n.a.                  | 1,36 millió |
| 52.  | 13. | A világítótorony (The Lighthouse)         | Shawn Piller     | Matt McGuiness, Gabrielle Stanton               | 2013. december 13. n.a.                 | 1,25 millió |

### Ötödik évad (2014–2015)
| Sor. | Év. | Cím                                                      | Rendező         | Író                                | Premier                                | Nézettség   |
| ---- | --- | -------------------------------------------------------- | --------------- | ---------------------------------- | -------------------------------------- | ----------- |
| 53.  | 1.  | Öltések (See No Evil)                                    | Shawn Piller    | Matt McGuinness, Gabrielle Stanton | 2014. szeptember 11. 2015. március 13. | 1,04 millió |
| 54.  | 2.  | Hallgatni arany (Speak No Evil)                          | Shawn Piller    | Matt McGuinness, Gabrielle Stanton | 2014. szeptember 18. 2015. március 13. | 1,02 millió |
| 55.  | 3.  | Perszóna (Spotlight)                                     | T. W. Peacocke  | Speed Weed, Shernold Edwards       | 2014. szeptember 25. 2015. március 13. | 0,85 millió |
| 56.  | 4.  | Látható fény (Much Ado About Mara)                       | T. W. Peacocke  | Speed Weed, Shernold Edwards       | 2014. október 2. 2015. március 13.     | 0,72 millió |
| 57.  | 5.  | Cserebere (The Old Switcheroo, part 1)                   | Jeff Ronfroe    | Cindy McCreery, Scott Shepherd     | 2014. október 10. 2015. március 14.    | 0,82 millió |
| 58.  | 6.  | Ami a szívemen, az a számon (The Old Switcheroo, part 2) | Jeff Ronfroe    | Cindy McCreery, Scott Shepherd     | 2014. október 17. 2015. március 14.    | 0,95 millió |
| 59.  | 7.  | A sehonnai (Nowhere Man)                                 | Rob Lieberman   | Brian Millikin                     | 2014. október 24. 2015. március 14.    | 0,76 millió |
| 60.  | 8.  | Leleplezés (Exposure)                                    | Rob Lieberman   | Nick Parker                        | 2014. október 31. 2015. március 14.    | 0,85 millió |
| 61.  | 9.  | Kór (Morbidity)                                          | Rick Bota       | Speed Weed                         | 2014. november 7. 2015. március 15.    | 0,79 millió |
| 62.  | 10. | Halálozás (Mortality)                                    | Rick Bota       | Adam Higgs                         | 2014. november 14. 2015. március 15.   | 0,86 millió |
| 63.  | 11. | Tükörképek (Reflections)                                 | Grant Harvey    | Shernold Edwards                   | 2014. november 21. 2015. március 15.   | 0,77 millió |
| 64.  | 12. | Kémia (Chemistry)                                        | Grant Harvey    | Y. Shireen Razack                  | 2014. november 28. 2015. március 15.   | 0,87 millió |
| 65.  | 13. | Kiválasztott (Chosen)                                    | Shawn Piller    | Matt McGuiness                     | 2014. december 5. 2015. március 15.    | 0,91 millió |
| 66.  | 14. | Új világrend (New World Order)                           | Shawn Piller    | Brian Millikin, Nick Parker        | 2015. október 8. 2016. január 25.      | 0,75 millió |
| 67.  | 15. | Erőmű (Power)                                            | Rick Bota       | Adam Higgs                         | 2015. október 8. n.a.                  | 0,55 millió |
| 68.  | 16. | Athéni törvény (The Trial of Nathan Wuornos)             | Rick Bota       | Speed Weed                         | 2015. október 15. n.a.                 | 0,70 millió |
| 69.  | 17. | A homokember álma (Enter Sandman)                        | Lucas Bryant    | Shernold Edwards                   | 2015. október 22. n.a.                 | 0,59 millió |
| 70.  | 18. | Kártyavető (Wild Card)                                   | Lee Rose        | Brian Millikin, Nick Parker        | 2015. október 29. n.a.                 | 0,69 millió |
| 71.  | 19. | A feltámadottak (Perditus)                               | Lee Rose        | Gabrielle Stanton, Adam Higgs      | 2015. november 5. n.a.                 | 0,80 millió |
| 72.  | 20. | Átutazó (Just Passing Through)                           | Colin Ferguson  | Sam Ernst, Jim Dunn                | 2015. november 12. n.a.                | 0,72 millió |
| 73.  | 21. | A szabadulás útja (Close to Home)                        | Sudz Sutherland | Joshua Brandon                     | 2015. november 19. n.a.                | 0,66 millió |
| 74.  | 22. | A résen túl (A Matter of Time)                           | Sudz Sutherland | Brian Millikin                     | 2015. november 26. n.a.                | 0,53 millió |
| 75.  | 23. | Vakfolt (Blind Spot)                                     | T.W. Peacocke   | Y. Shireen Razack                  | 2015. december 3. n.a.                 | 0,62 millió |
| 76.  | 24. | A táguló kör (The Widening Gyre)                         | T.W. Peacocke   | Nick Parker                        | 2015. december 10. n.a.                | 0,74 millió |
| 77.  | 25. | Most (Now)                                               | Shawn Piller    | Gabrielle Stanton                  | 2015. december 17. n.a.                | 0,68 millió |
| 78.  | 26. | Mindörökké (Forever)                                     | Shawn Piller    | Matt McGuiness                     | 2015. december 17. n.a.                | 0,53 millió |